# Karl Mihm
Karl Mihm (* 29. Juli 1934 in Melsungen; † 12. Juli 2021) war ein hessischer Politiker (CDU) und Abgeordneter des Hessischen Landtags.

## Ausbildung und Beruf
Karl Mihm machte nach Volksschule und der Mittleren Reife an der Handelsfachschule eine Lehre zum Großhandelskaufmann. Seit 1957 war er in Malsfeld selbstständig. Er war verheiratet und hatte ein Kind.

## Politik
Mihm war seit 1960 Mitglied der CDU und dort in verschiedenen Vorstandsämtern aktiv. In Malsfeld war er seit 1960 Gemeindevertreter und Beigeordneter. Er war Mitglied im Kreistag des Landkreises Melsungen und dort 1964 bis 1968 Fraktionsvorsitzender. Seit 1968 war er Kreisbeigeordneter im Landkreis Melsungen und später im Schwalm-Eder-Kreis. Am 4. November 1980 rückte er für Bernhard Jagoda in den Hessischen Landtag nach und schied dort am 30. November 1982 aus.

## Ehrungen
Karl Mihm erhielt 2005 den Hessischen Verdienstorden am Bande.